# ناندور دانی
ناندور دانی (مجاری: Nándor Dáni؛ ۳۰ مهٔ ۱۸۷۱ – ۳۱ دسامبر ۱۹۴۹) یک دونده دو نیمه‌استقامت اهل مجارستان بود.
از افتخارات وی میتوان به کسب مدال نقره دو ۸۰۰ متر در بازی‌های المپیک تابستانی ۱۸۹۶ اشاره کرد.